# 방화역 (고원)
방화역(傍花驛)은 조선민주주의인민공화국 함경남도 고원군 미둔리에 위치한 평라선의 철도역이다.

## 연혁
- 일자 불명: 영업 개시

## 같이 보기
- 조선민주주의인민공화국의 철도